# Rodapé

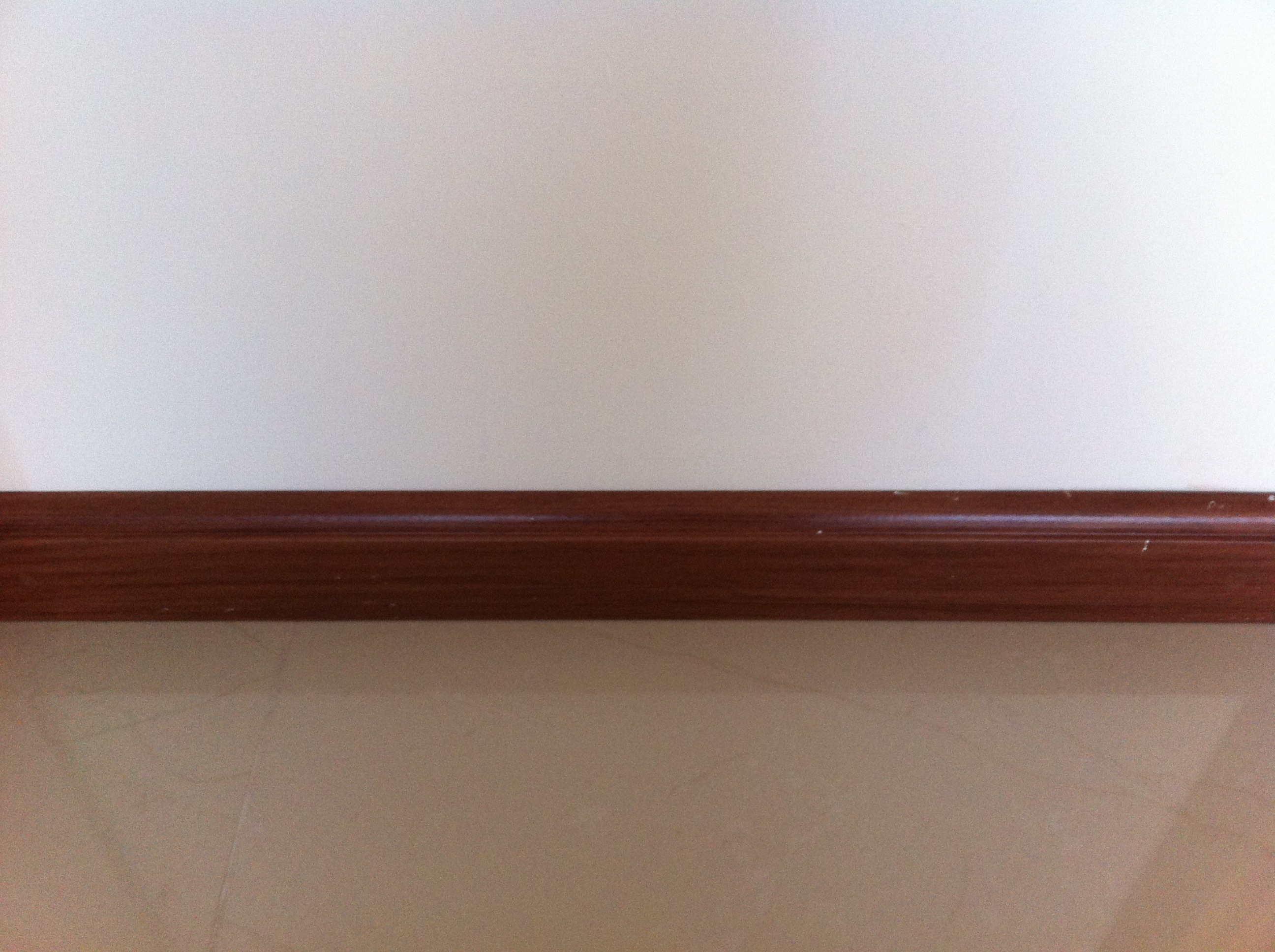
Rodapé de madeira

O rodapé é uma tira, normalmente de madeira, fina com 75mm a 300mm de espessura, que se coloca na parte inferior de uma parede interior. O seu propósito é cobrir a ligação entre a parede e o chão, mas também proteger de pontapés e de desgaste. Filetes-rodapés de teto que cobrem defeitos (irregularidades e rachaduras) entre o papel de parede e o teto e arredondam visualmente a abóbada do teto.
A colocação desta tira é feita ao redor das paredes daí o nome roda+pé (o pé é a altura do espaço interior – eg do quarto). ela pode ser pregada, aparafusada ou colada à parede. Algumas destas tiras têm rococós para efeitos decorativos. 